# آداکوی
آداکوی (به ترکی استانبولی: Adaköy) یک منطقهٔ مسکونی در ترکیه است که در چای‌جوما واقع شده‌است.